# Пашков, Борис Ильич
Бори́с Ильи́ч Пашко́в (1906—1963) — советский инженер, специалист в области производства пороха.

## Биография
Родился в 1906 году в бедной многодетной семье. Окончил Военно-химическую академию в Москве (1936).
Работал главным инженером Штеровского завода им. Петровского в поселке Петровеньки (производство взрывчатки).
В апреле 1938 года арестован по обвинению в участии в «троцкистско-диверсионно-вредительской организации». В мае 1940 года приговорен к 10 годам ИТЛ с конфискацией имущества и поражением в правах на 5 лет.
Отбывал наказание в закрытом НИИ в Москве, занимался разработкой новых методов производства пороха.
После начала войны этапирован на Урал, в Молотов. Там группа инженеров, в состав которой входил Пашков, придумала новый состав баллиститного пороха, заменив дефицитный централит окисью магния (порох НМ-2), а к маю 1943 года внедрила новую технологию массового производства ракетных зарядов, применив непрерывно действующие шнековые прессы (до этого варили пороховую массу порциями в котлах и формировали шашки гидравлическими прессами Круппа). В результате производительность увеличилась более чем в два раза.
Освобождён условно досрочно в 1946 году. В 1955 году приговор в отношении него был отменен за отсутствием состава преступления.
После реабилитации работал научным сотрудником Московского института химического машиностроения. Умер 13 июля 1963 года.

## Награды и премии
- Сталинская премия третьей степени (1947) — за разработку новой технологии производства пороха